# As bestas

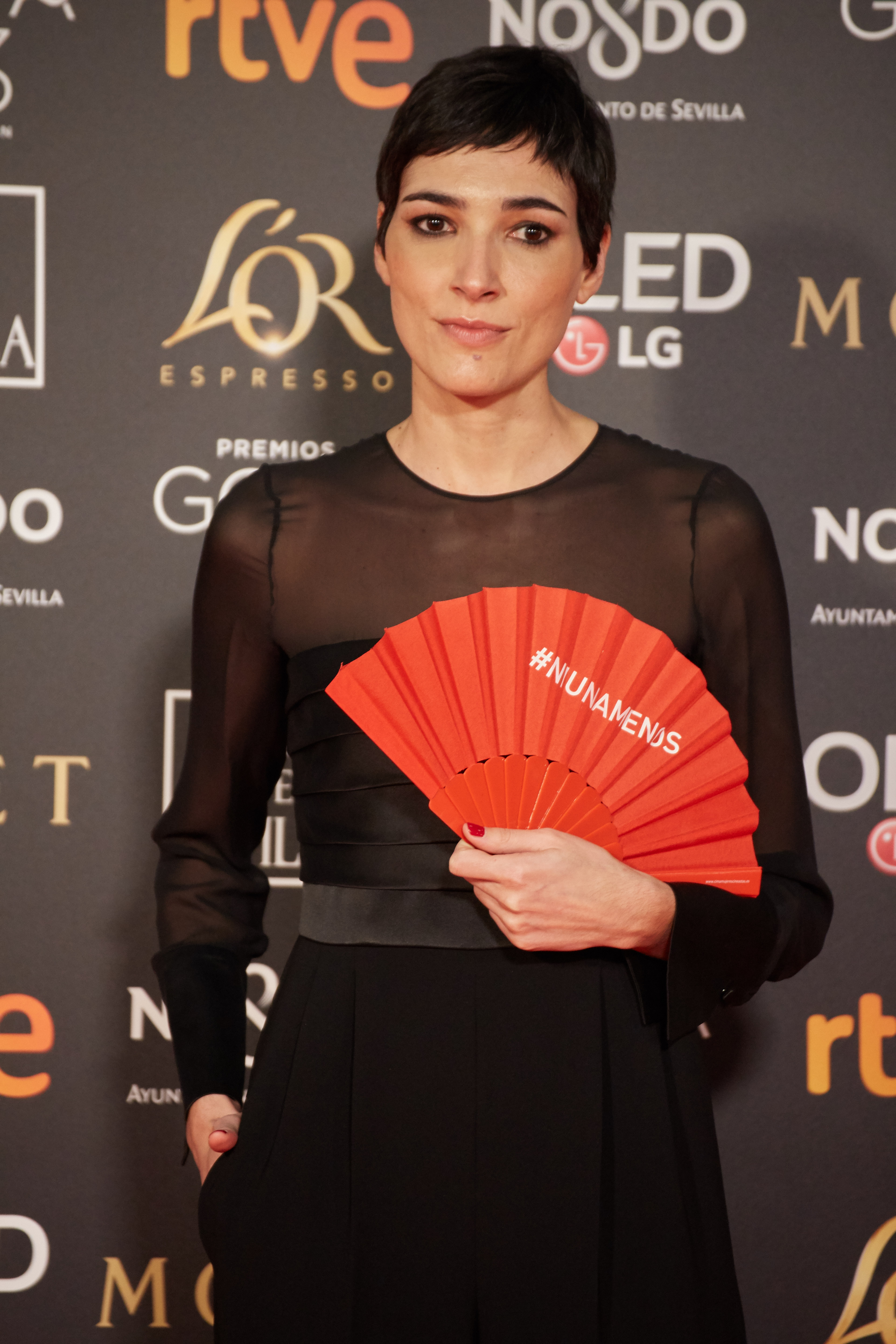
Isabel Peña, guionista de As bestas junto con Rodrigo Sorogoyen.

As bestas es una película de thriller rural hispanofrancesa de 2022 dirigida por Rodrigo Sorogoyen y protagonizada por Denis Ménochet, Marina Foïs, Luis Zahera y Diego Anido. Está ambientada en Galicia y rodada en francés, español y gallego.
Fue premio del Público Ciudad de Donostia a la Mejor película europea en la 70.ª edición del Festival de San Sebastián. En la XXXVII edición de los Premios Goya ganó nueve premios, entre ellos el Goya a mejor película, mejor dirección (Rodrigo Sorogoyen), mejor actor protagonista (Denis Ménochet), mejor actor de reparto (Luis Zahera) y mejor guion original (Isabel Peña y Rodrigo Sorogoyen).

## Sinopsis
Ambientada en un entorno rural gallego, la trama sigue a una pareja francesa que se instala en un pequeño pueblo y que busca conectar con la naturaleza a través de la agricultura ecológica y el fomento del turismo rural. Sin embargo, su presencia despierta hostilidad y violencia de un par de vecinos que son partidarios de la instalación de un parque eólico en el valle, lo que significaría vender sus tierras a la firma promotora del proyecto.

## Inspiración
La película de Sorogoyen se inspira libremente en el crimen ocurrido en enero de 2010 en la parroquia gallega de Santoalla, ubicada en el municipio de Petín (Orense), que cuenta con una población de 1076 habitantes en sus 30,4 km².
Los verdaderos protagonistas de la historia son la pareja neerlandesa formada por Martin Verfondern y Margo Pool. Margo y Martin eran dos amantes de la naturaleza que buscaban vivir de la tierra de forma directa y natural, y que emprendieron un viaje de dos años por toda Europa en busca de un lugar virgen que les permitiese llevar a cabo su cometido. De este modo, en 1997, la pareja acabó instalándose en Santoalla, teniendo como únicos vecinos a la familia Rodríguez, formada por dos hermanos y sus padres.
Inicialmente, la relación entre las dos familias era buena, pero todo cambió tras varias disputas. La primera se dio en 2008, por un conflicto relacionado con el dinero de un proyecto maderero en el pinar comunal que emitió el municipio. Martin llevó a sus vecinos a los tribunales para recibir el pago que le correspondía y la Audiencia de Orense le dio la razón, lo que provocó que las dos familias dejaran de hablarse. El conflicto más importante se produjo cuando una compañía energética prometió 6000 € a las dos familias por cada uno de los 25 molinos eólicos que querían instalar en la aldea. Martin se negó a firmar el acuerdo, cosa que enemistó definitivamente a ambas familias hasta el punto que el neerlandés empezó a grabar las amenazas e intentos de agresión por parte del menor de los Rodríguez, Juan Carlos, quien, con 42 años, sufría una minusvalía psíquica. Martin había difundido los vídeos por internet y había denunciado varias veces a sus vecinos en el juzgado y en la Guardia Civil. En una de las últimas cintas llegó a decir: "Si me matan, habrá sido Juan Carlos".
En enero de 2010, Martin fue a la ciudad a buscar suministros y ni él ni su automóvil volvieron a aparecer. Las búsquedas policiales no dieron fruto hasta junio de 2014, cuando las autoridades locales localizaron el coche, un Chevrolet Blazer blanco, y los restos mortales de Martin a 12 kilómetros del que fue su hogar. La Guardia Civil, inicialmente, sospechaba de Julio, el hermano mayor, pero tras analizar las pruebas terminaron deteniendo a Juan Carlos, que terminó confesando un crimen que él y su familia habían negado durante cuatro años.
Finalmente, se esclarecieron los hechos y se reveló que Juan Carlos se había cruzado con Martin en el camino y, aprovechando que tenía la ventanilla bajada e influenciado por los comentarios negativos que había oído sobre el neerlandés en casa, le disparó con su escopeta. Julio, el mayor de los hermanos, se topó con el coche del neerlandés cuando regresaba del campo. Al descubrir el cadáver en el interior del vehículo, entendió que su familia se encontraba en problemas y se llevó el cuerpo y el automóvil para hacer desaparecer las pruebas, empujando el cadáver de su vecino en un terreno en pendiente lleno de pinos jóvenes.
El fiscal redujo el delito de Juan Carlos de asesinato a homicidio, pues entendió que su discapacidad mental le impedía distinguir el bien del mal y, por tanto, era incapaz de premeditar. Finalmente, fue condenado a diez años y seis meses de prisión y a indemnizar a la viuda de su víctima con 50 000 €. Un jurado popular determinó que Julio había actuado como encubridor, pero su parentesco le salvó de su ingreso en prisión. Por su parte, la viuda volvió a Santoalla, donde siguió viviendo sola junto con los animales de los que cuidaba.

## Reparto
| Intérprete                     | Personaje      |
| ------------------------------ | -------------- |
| Denis Ménochet                 | Antoine Denis  |
| Marina Foïs                    | Olga Denis     |
| Luis Zahera                    | Xan Anta       |
| Diego Anido                    | Lorenzo Anta   |
| Marie Colomb                   | Marie Denis    |
| Luisa Merelas                  | Madre Anta     |
| José Manuel Fernández y Blanco | Pepiño         |
| Federico Pérez Rey             | Cabo 1 Mariano |
| Javier Varela                  | Cabo 2 Xosé    |
| David Menéndez                 | Cabo 3 Alfonso |
| Xavier Estévez                 | Sargento Espín |
| Gonzalo García                 | Breixo         |
| Pepo Suevos                    | Granjero       |
| Machi Salgado                  | Rafael         |
| Emile Duthu                    | Pierrot        |

## Producción
La película fue producida por Arcadia Motion Pictures, Caballo Films, Cronos Entertainment y Le Pacte, con la participación de RTVE, Movistar+, Canal+ y Ciné+, el apoyo de Eurimages, y la financiación del ICAA. El guion fue escrito por Isabel Peña y Sorogoyen, que ya habían colaborado en proyectos anteriores. El equipo de producción también contó con otros colaboradores recurrentes de Sorogoyen (como Olivier Arson como compositor, Alex de Pablo como director de fotografía y Alberto del Campo como montador).
El rodaje comenzó el 16 de septiembre de 2021 y finalizó el 13 de diciembre. El escenario incluye paisajes de El Bierzo, con parte del rodaje en Quintela, Barjas, Villafranca del Bierzo y Vega de Valcarce, y el interior de Galicia, concretamente en Sabucedo, localidad conocida por la Rapa das Bestas, protagonista de los primeros minutos de la película.

## Estreno
As bestas se estrenó en el 75.º Festival de Cannes el 26 de mayo de 2022, proyectado fuera de competición en la sección Cannes Première. En Francia lo hizo el 20 de julio de 2022 y en las salas en España en noviembre de 2022.
Posteriormente, el 11 de junio de 2024 el largometraje se estrenó en la plataforma Netflix.

## Premios y reconocimientos
Premios Goya
| Año  | Categoría                     | Receptor(es)                                       | Resultado |
| ---- | ----------------------------- | -------------------------------------------------- | --------- |
| 2022 | Mejor película                | Mejor película                                     | Ganadora  |
| 2022 | Mejor dirección               | Rodrigo Sorogoyen                                  | Ganador   |
| 2022 | Mejor actor                   | Denis Ménochet                                     | Ganador   |
| 2022 | Mejor actriz                  | Marina Foïs                                        | Nominado  |
| 2022 | Mejor actor de reparto        | Luis Zahera                                        | Ganador   |
| 2022 | Mejor actor de reparto        | Diego Anido                                        | Nominado  |
| 2022 | Mejor actriz de reparto       | Marie Colomb                                       | Nominado  |
| 2022 | Mejor guion original          | Isabel Peña y Rodrigo Sorogoyen                    | Ganadores |
| 2022 | Mejor dirección de producción | Carmen Sánchez de la Vega                          | Nominado  |
| 2022 | Mejor montaje                 | Alberto del Campo                                  | Ganador   |
| 2022 | Mejor música original         | Olivier Arson                                      | Ganador   |
| 2022 | Mejor fotografía              | Álex de Pablo                                      | Ganador   |
| 2022 | Mejor dirección artística     | José Tirado                                        | Nominado  |
| 2022 | Mejor diseño de vestuario     | Paola Torres                                       | Nominado  |
| 2022 | Mejor maquillaje y peluquería | Irene Pedrosa y Jesús Gil                          | Nominados |
| 2022 | Mejor sonido                  | Aitor Berenguer, Fabiola Ordoyo y Yasmina Praderas | Ganadores |
| 2022 | Mejores efectos especiales    | Óscar Abades y Ana Rubio                           | Nominados |

78.ª edición de las Medallas del Círculo de Escritores Cinematográficos
| Categoría               | Receptor(es)                    | Resultado |
| ----------------------- | ------------------------------- | --------- |
| Mejor película          | Mejor película                  | Ganadora  |
| Mejor director          | Rodrigo Sorogoyen               | Ganador   |
| Mejor actor             | Denis Ménochet                  | Ganador   |
| Mejor actriz            | Marina Foïs                     | Ganadora  |
| Mejor actor secundario  | Luis Zahera                     | Ganador   |
| Mejor actor secundario  | Diego Anido                     | Nominado  |
| Mejor actriz secundaria | Marie Colomb                    | Nominada  |
| Mejor actriz secundaria | Luisa Merelas                   | Nominada  |
| Mejor guion original    | Isabel Peña y Rodrigo Sorogoyen | Ganadores |
| Mejor montaje           | Alberto del Campo               | Ganador   |
| Mejor música            | Olivier Arson                   | Ganador   |
| Mejor fotografía        | Álex de Pablo                   | Ganador   |

67.ª edición de las Medallas de los Premios Sant Jordi
| Categoría                        | Receptor(es)            | Resultado |
| -------------------------------- | ----------------------- | --------- |
| Mejor película española          | Mejor película española | Ganadora  |
| Mejor actor en película española | Luis Zahera             | Ganador   |

Premios César
| Año  | Categoría                 | Receptor(es)              | Resultado |
| ---- | ------------------------- | ------------------------- | --------- |
| 2022 | Mejor película extranjera | Mejor película extranjera | Ganadora  |

Premios Lumières de 2023 
| Año  | Categoría                        | Receptor(es)                     | Resultado |
| ---- | -------------------------------- | -------------------------------- | --------- |
| 2023 | Mejor coproducción internacional | Mejor coproducción internacional | Ganadora  |